# Praga 2
Praga 2 – dzielnica Pragi rozciągająca się w centralnej części miasta, na prawym brzegu Wełtawy. Składa się z mniejszych dzielnic: Wyszehrad, Vinohrady, Nowe Miasto i Nusle.
Składa się główne z budynków wybudowanych na przełomie XIX i XX w.
Obszar dzielnicy wynosi 4,19 km² i jest zamieszkiwany przez 56 627 mieszkańców (2006).